# Жовтогорла тезія
Жовтогорла тезія (Hemitesia) — рід горобцеподібних птахів родини Cettiidae. Представники цього роду мешкають в Південній і Південно-Східній Азії та в Центральній Африці.

## Таксономія
Рід Hemitesia був введений американським орнітологом Джеймсом Чапіном у 1948 році, який визначив жовтогорлу тезію (Hemitesia neumanni) як типовий вид. Рід Жовтогорла тезія (Hemitesia) є сестринським до роду Очеретянка-куцохвіст (Urosphena).

## Види
Виділяють два види:
- Очеретянка світлонога (Hemitesia pallidipes)
- Тезія жовтогорла (Hemitesia neumanni)

## Етимологія
Наукова назва роду Hemitesia походить від сполучення слова дав.-гр. ἡμι — малий, половина і наукової назви роду Тезія (Tesia Hodgson, 1837).